# René de Rieux (1588-1651)
Ne doit pas être confondu avec René de Rieux (1548-1628).
René de Rieux est un évêque-comte de Léon, né en 1588, mort le 8 mars 1651.

## Biographie

### Famille
Il est le fils puîné de René de Rieux, marquis d'Ouessant, seigneur de Sourdéac, chevalier des ordres du roi, lieutenant général du roi au gouvernement de Bretagne, et gouverneur de Brest de 1590 à 1628. Sa mère est Suzanne de Saint-Melaine, dame de Boulenesque. Son frère aîné, Guy de Rieux, marquis de Sourdéac, est premier écuyer de Marie de Médicis.

### Jeunesse et formation
René devient le premier abbé commendataire de Notre-Dame de Daoulas. Il a une douzaine d'années. Sa nomination par le roi date probablement de 1600. Les bulles sont obtenues en 1602.
Le jeune garçon étudie à Paris, d'abord au collège des Grassins, de 1600 à 1603, puis au collège de Montaigu, sur la montagne Sainte-Geneviève. C'est de là qu'il prend possession de son abbaye le 26 mars 1605. Il étudie ensuite au collège de La Flèche. En 1606, il est pourvu de l'abbaye du Relec.

### Évêque de Léon
En 1613, la régente Marie de Médicis le nomme évêque de Léon. Comme il n'a pas encore l'âge canonique, il doit attendre six ans pour obtenir ses bulles.
En 1619, il n'est encore que sous-diacre. Le Saint-Siège accepte de reconnaître qu'il est docteur en droit canon. Il est consacré évêque de Léon cette année-là. Il est aux prises avec les carmélites sur la question des pouvoirs de l'évêque. L'Assemblée du clergé de 1625 en est saisie. Pierre Blet raconte l'affaire :

« Le 12 juin 1625, les députés du clergé réunis aux Grands-Augustins depuis quinze jours entendirent le rapport que leur adressait René de Rieux, évêque de Léon, sur les agissements dont il avait été victime de la part d'un certain Étienne Louytre, doyen du chapitre de Nantes et docteur de Sorbonne. S'autorisant d’une subdélégation apostolique, ce simple prêtre s'était arrogé le droit de donner des ordres au prélat, de le menacer de censures et enfin de le déclarer interdit de l'entrée de son église et de jeter l'interdit sur sa cathédrale. Ces faits étaient liés à l'introduction des carmélites en France. »

Le 26 juillet 1626, Louis XIII le nomme abbé d'Orbais, alors dans le diocèse de Soissons,.

### Disgrâce et réhabilitation
En 1635, il tombe en disgrâce pour avoir soutenu le parti de Marie de Médicis, dont il est le premier aumônier. Richelieu l'accuse d'avoir servi la reine-mère dans sa fuite hors du royaume. Le 31 mai, il est dépossédé de son siège épiscopal. Les revenus de son abbaye de Daoulas sont peut-être confisqués, et administrés par Mazarin. Mais Paul Peyron juge peu probable que le titre d'abbé lui ait été enlevé.
Il fait édifier en 1640 à Paris l'actuel hôtel de Sourdéac, rue Garancière. Il le lègue à son neveu, Alexandre de Rieux, marquis de Sourdéac.
Richelieu meurt en 1642, Louis XIII l'année suivante. Rieux fait alors appel. Absous le 6 septembre 1646, il reprend son siège épiscopal le 24 décembre 1648. Il le conserve jusqu'à sa mort, le 8 mars 1651,.